# Кутяков Іван Семенович
Кутяков Іван Семенович (18 січня 1897, село Шалаши, Самарська губернія, Російська імперія — 28 липня 1938, Москва, СРСР) — радянський воєначальник, комкор (1935). Жертва сталінських репресій.  

## Біографія
Народився в селянській родині. З дитинства наймитував, закінчив сільську школу. Із 1916 року служив у Російській імператорській армії, учасник Першої світової війни, молодший унтерофіцер. 
Учасник Громадянської війни в Росії. Служив у бригаді В. І. Чапаєва, спершу був начальником розвідки бригади, а потім командував полком. Із жовтня 1918 року — командир 73-ї стрілецької бригади 25-ї стрілецької дивізії Чапаєва. Після загибелі Чапаєва у вересні 1919 року очолив 25-ту дивізію. За успішні бойові дії був нагороджений двома орденами Червоного Прапора. 
Закінчив Військову академію РСЧА (1923). 
Брав участь у боях з басмачами як командир 2-ї Туркестанської стрілецької дивізії. За боротьбу з басмачами в 1924 році був нагороджений орденом Червоного Прапора Хорезмської республіки. 
У травні-серпні 1924 року — знову командир 25-ї Чапаєвської дивізії. У серпні 1924-січні 1925 року — командир 3-ї Казанської стрілецької дивізії. У січні 1925 — листопаді 1927 року — помічник 6-го стрілецького корпусу. У листопаді 1927 – серпні 1928 року — командир 5-ї стрілецької дивізії. Після закінчення курсів при Військовій академії у 1928-1930 роках командував 4-м стрілецьким корпусом. У 1931-1935 роках — командир 2-го стрілецького корпусу. Із 1935 року — заступник командувача Приволзького військового округу. Член ЦВК СРСР. 
15 травня 1937 року заарештований органами НКВС. Звинувачувався в участі у «військово-фашистській змові Тухачевського». 28 липня 1938 року засуджений Військовою колегією Верховного суду СРСР,  в той же день страчений. Посмертно реабілітований в 1956 році. 

## Військові звання
- Комкор (1935)

## Нагороди
Був нагороджений двома орденами Червоного Прапора, орденом Червоного Прапора Хорезмської республіки, Почесного революційною зброєю. 

## Твори
- С Чапаевым по Уральским степям. — М.; Л.: ГИЗ, 1928.
- Разгром Уральской белой казачьей армии. — М.: ОГИЗ-Воениздат, 1931.
- Боевой путь Чапаева. — Куйбышев, 1936, 1958, 1969.